# Straat Kennedy

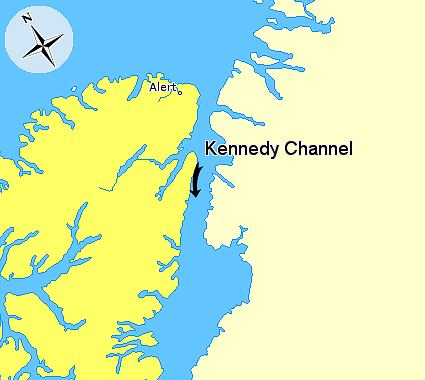

Straat Kennedy (Kennedy Channel) is een zeestraat tussen het Canadese eiland Ellesmere en het Noordwesten van Groenland. De straat is 130 km lang, tussen de 24 en de 32 kilometer breed en heeft een maximum diepte van 340 meter.
De straat verbindt Straat Robeson met Kane Basin.
Straat Kennedy kreeg zijn naam rond 1854 van Elisha Kane, waarbij het niet duidelijk is of Kane hiermee zijn vroegere collega William Kennedy of de Amerikaanse minister John Pendleton Kennedy wilde eren.